# CMOAT
Het cMOAT-gen (canalicular multispecific organic anion transporter; ook wel het MRP-2 gen) is het gen dat verantwoordelijk is voor een van de transporters in de lever die gal afvoert van de levercel naar de galwegen.
Een mutatie in dit gen veroorzaakt het Dubin-Johnson syndroom, een goedaardige vorm van geelzucht, waarbij gal moeilijk getransporteerd kan worden naar de galwegen.